# Le Réveil (Frankrijk)
Le Réveil was een Franse krant die werd uitgegeven door Charles Delescluze tussen 2 juli 1868 en mei 1871.
De krant propageerde de ideeën van de Socialistische Internationale en verscheen aanvankelijk wekelijks, om later dagelijks te verschijnen.
In 1868 organiseerde de krant een omhaling ten voordele van een monument voor Alphonse Baudin, een volksvertegenwoordiger die tijdens de staatsgreep van 2 december 1851 op de barricades werd vermoord. Deze actie kon niet op steun rekenen door het keizerlijke regime van het Tweede Franse Keizerrijk, dat net na die staatsgreep was ontstaan. De krant werd daarom ook vervolgd wegens smaad aan keizer Napoleon III. De vooraanstaande republikeinse kopman Léon Gambetta, eveneens tegenstander van het keizerlijke regime, nam de verdediging van Le Réveil in dit persproces op zich. In zijn pleidooi kantte ook hij zich tegen de staatsgreep en het Keizerrijk.
Na de afkondiging van de Derde Franse Republiek op 4 september 1870 werd Le Réveil samen met de krant Le Combat op 11 februari 1871 verboden door een beslissing van de Regering van Nationale Verdediging. Beide kranten zouden immers aanzetten tot een burgeroorlog. Sindsdien werd de uitgave van de krant beschouwd als een misdrijf tegen de staatsveiligheid. In mei 1871 verscheen de laatste uitgave.